# فهرست واژگان پشتو با ریشه فارسی
در زبان پشتو واژه‌های فارسی بسیار است و دلیل آن ریشهٔ مشترک آنها و نبودن واژه‌های کافی است. پشتو از دستهٔ زبان‌های ایرانی نوین شرقی و فارسی از دستهٔ ایرانی نوین غربی است.
پشتو ۴۴ واج دارد، متشکل از ۱۴ واکه و ۳۰ همخوان. پشتو همهٔ واج‌های فارسی را دارد، بجز  ف که در پشتو کم دیده شده و همیشه به پ تبدیل می‌شود یا دست‌کم با تلفظ پ خوانده می‌شود. ج گهگاه به ځ و چ به  څ  تبدیل می‌شوند، مانند تبدیل «چادر»، «چاه»، «جان»، و «جنگل» به ترتیب به «څادر»، «څاه»، «ځان»، و «ځنگل».
ادعا شده‌است که تقریباً شصت درصد واژگان زبان پشتو از زبان فارسی گرفته شده‌است.

## برخی واژه‌های فارسی در پشتو
معادل برخی از این واژه‌ها در زبان پشتو وجود دارد، اما با این وجود هم این واژه‌ها حتی پس از جایگزین شدن با واژه‌های تازه به وجود آمده، هنوز رایج هستند.
- آرام
- آزادی
- آسمان
- آشنا
- ارزښت (ارزش)
- اشتها
- اندازه
- انګور (انگور)
- اوبه (آب)
- بادام
- باران
- بدبخت
- بیکار
- برابره (برابر)
- پرهیزګار (پرهیزگار)
- پوښاک (پوشاک)
- پیاز
- پیدا
- پیروی
- تاسف
- تنبل
- توان
- جامی (جامه یعنی لباس)
- جشن
- خدا
- خراب
- خوراک
- خوشحال
- ځای (جای)
- ځوان (جوان)
- ځیرک (زیرک)
- څپلی (چپلی)
- څاه (چاه)
- درګاه (درگاه)
- دروازه
- روان
- روژه (روزه)
- رنګ (رنگ)
- زخم
- زیان
- سترگ
- سخت
- سرکښ (سرکش)
- سینه
- شپې (شب)
- شرم
- عشق
- عسکر
- غم
- غمجن (غمگین)
- غیرت
- کار
- کاهو
- کمزور
- ګام (گام)
- ګل (گل)
- ګناه (گناه)
- لښکر (لشکر)
- لغزش
- مبارک
- مرګ (مرگ)
- مزدور
- میز
- میوه
- نیم
- نژدی (نزدیک)
- هندوانی (هندوانه)
- هنر
- هوا
- هوښیار (هوشیار)
- هیڅ (هیچ)
- یار